# Голубая линия
«Голубая линия» (нем. Kuban-Brückenkopf) — условное наименование рубежей обороны немецких войск на Таманском полуострове (зима — осень1943 года).

## Описание
Всего в годы Второй мировой войны сравнимых по протяженности линий обороны существовало только три: это линия Мажино во Франции, линия Маннергейма в Финляндии и немецкая «Голубая линия» на Кубани.
Цифрами рубеж можно представить так: это были 577 закрытых огневых сооружений, 37,5 км минных полей, шириной до 500 м, плотностью 2500 мин на 1 км, 87 км проволочных заграждений, 12 км лесных завалов, именно здесь впервые для себя противник применил мощную траншейную оборону. Вся эта масса военных заграждений возводилась с массовым привлечением местных жителей в качестве рабочей силы.
Наиболее подготовленным был рубеж между Азовским и Чёрным морями на подступах к Таманскому полуострову, где он состоял из 2 оборонительных полос, 3 рубежей в глубине и отсечных позиций. Оборонительный рубеж, состоящий из двух полос, имел общую глубину 20-25 км. Каждая полоса оборудовалась опорными пунктами, насыщенными дотами, дзотами, пулемётными площадками, орудийными окопами. Все они связывались между собой системой траншей и ходов сообщения. Главная полоса обороны состояла из трёх-четырёх позиций, которые были прикрыты минными полями и несколькими рядами (от трёх до шести) проволочных заграждений. Главная полоса обороны имела глубину 5-7 км, в 10-15 км от неё проходила вторая полоса. Вместе с тремя оборонительными полосами в глубине и отсечными позициями общая глубина обороны достигала 60 км.
Северный участок «Голубой линии» изобиловал болотами, плавнями, лиманами. Южный участок проходил по труднодоступной горно-лесистой местности.

## История
Линию обороняла 17-я армия (командующий Эрвин Густав Йенеке). Попытки советских войск преодолеть оборону весной и летом 1943 года успеха не имели. Рубеж прорван в ходе Новороссийско-Таманской операции осенью, 9 октября 1943 года.

## В культуре
Боям на Голубой линии посвящён роман Вилли Хайнриха «Терпеливая плоть», по которому в 1977 году был снят фильм военная драма Сэма Пекинпа «Железный крест».

### Комментарии
1. ↑  В немецких источниках также известна как «готский форпост» (Gotenkopfstellung)[1]